# Tentilla

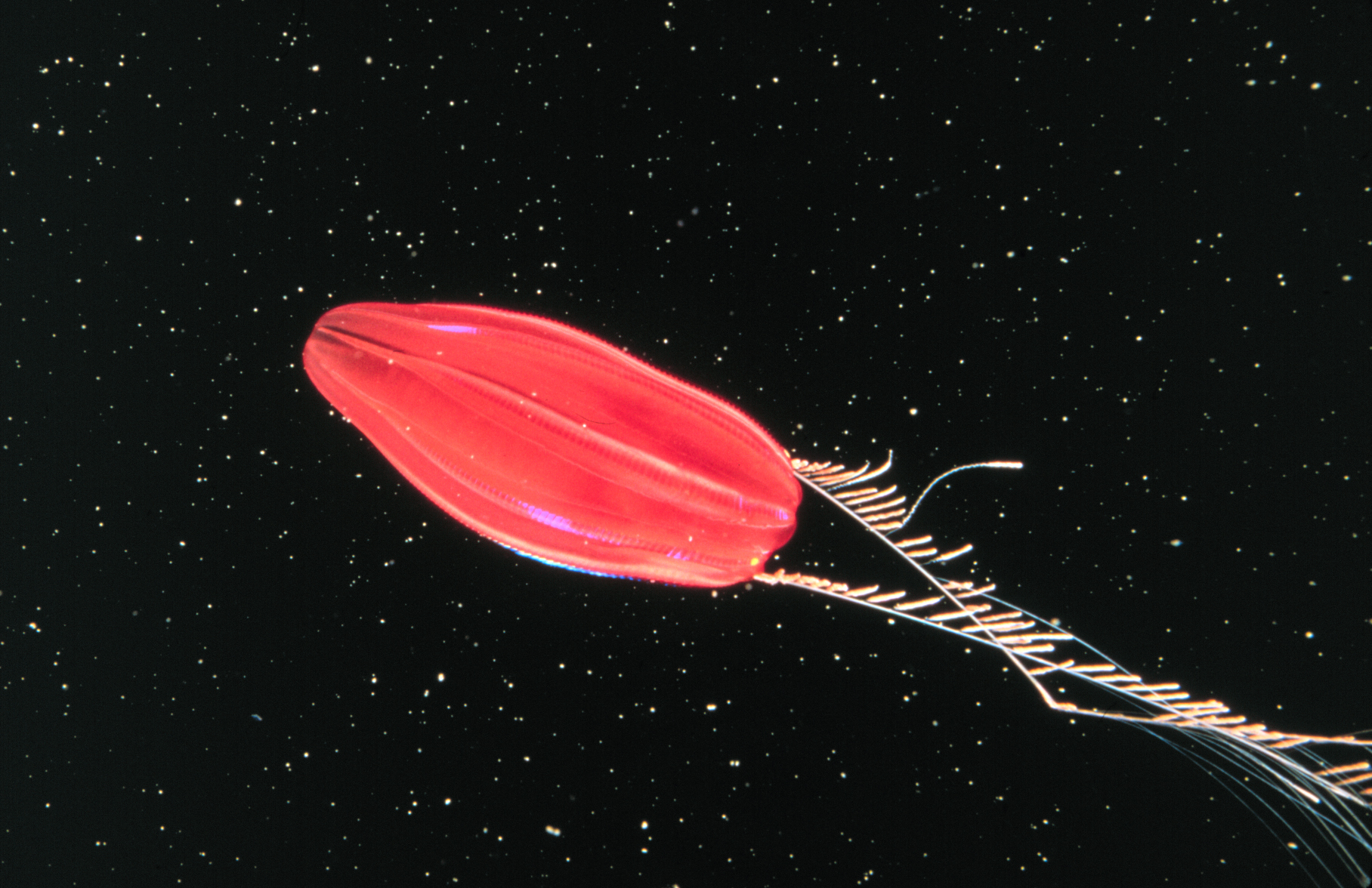
Rote Tortuga mit Tentakeln und deutlich erkennbaren Tentillen

Als Tentilla/Tentillen (Mehrzahl) bzw. Tentillum (Einzahl) werden die fadenförmigen Fortsätze an den Tentakeln von Nesseltieren und Rippenquallen bezeichnet. Tentillen dienen zum Beispiel zum Beutefang und sind dafür gegebenenfalls mit Klebekörperchen, so genannten Colloblasten, ausgestattet.